# Шарапов, Михаил Алексеевич
Шарапов Михаил Алексеевич (1897—1977) — украинский художник.
Родился 21 ноября 1897 г. в Одессе в семье рабочего.
Работал скульптором-художником на кінофабриках Ермольева и Ханжонкова (фильмы: «Немой звонарь», «Двойник Президента», «Люди гибнут за металл» и др.), начальником скульптурно-бутафорского цеха Ялтинской (1922—1927) и Одесской (1927—1932) кинофабрик, возглавлял скульптурно-имитационную мастерскую на Киевской киностудии им. А. П. Довженко (1932—1970).
Был членом Союза кинематографистов Украины.
Умер 21 ноября 1977 г.